# Усман, Аминуллах
Аминуллах Усман (индон. Aminullah Usman; род. 1 августа 1958, кампонг Серадук, Ачех, Индонезия) — индонезийский государственный служащий, мэр города Банда-Ачех в 2017—2022 годах. Вступил в должность при губернаторе провинции Ачех Ирванди Юсуфе и оставался на ней при следующем губернаторе Нове Ирьяншахе. Лауреат Серамбийской демократической премии (индон. Serambi Demokrasi Awards) 2023 года.

## Образование
В 1972 и 1975 годах окончил начальную и среднюю школы в Туноме соответственно. Продолжил образование в профессиональном училище в Мулабохе, которое окончил в 1977 году. В 1986 году защитил степень бакалавра по бухгалтерскому учёту в Университете Шах Куала. В 2001 году в том же высшем учебном заведении защитил степень магистра в области управления.

## Карьера
С 1980 по 1982 году служил начальником финансового отдела Кооперативного центра обслуживания. В 1982—1983 годах работал бухгалтером. В 1982—1984 годах возглавлял отдел кадров в транспортной компании. С 1984 по 2010 год был сотрудником кредитно-финансовой организации Банк Ачех Шариах; 2000—2010 годах занимал должность генерального директора этого банка.
Вместе с генеральным директором компании GMF AeroAsia Иваном Джуниарто, спонсировал реставрацию исторического объекта — первого транспортного самолёта Индонезии Dakota RI-001 Seulawah.
7июля 2017 года был назначен мэром Банда-Ачеха; занимал должность до 7 июля 2022 года. Будучи мэром большое внимание уделял спорту, таким его видам, как футбол и теннис. Нередко сам принимал участие в футбольных матчах в составе клуба «Персираджи». Болельщики дали ему прозвище «Банг Карлос» из-за стильных кроссовок, в которых он выходил на футбольное поле.
В 2021 году был официально назначен главой отделения Партии национального мандата в Банда-Ачехе, сменив на этом месте Зайнала Арифина. В том же году Аминулла Усман стал председателем ачехского отделения Шариатского экономического сообщества, которое участвует в развитии шариатской экономики в провинции Ачех. Подав в отставку с должности мэра, большое внимание начал уделять благотворительности и экономическому развитию Ачеха.

## Личная жизнь
Женат. Супруга Нурмиаты.